# Wojciech Charchalis
Wojciech Charchalis (ur. 1970) – polski tłumacz.
Wykładowca w Instytucie Filologii Romańskiej Uniwersytetu im. Adama Mickiewicza w Poznaniu. Tłumaczy z języka portugalskiego, hiszpańskiego i angielskiego. Ma w dorobku tłumaczenia dzieł takich autorów jak: Miguel de Cervantes (przekład Don Kichota), Clarice Lispector, Mario Vargas Llosa, Javier Marías, Fernando Pessoa, José Saramago. Laureat Nagrody im. Wisławy Szymborskiej 2022 za najlepsze tłumaczenie tomu poetyckiego wydane w latach 2018–2021 na język polski (Heteronimy. Utwory wybrane Fernanda Pessoi).